# Kevin J. Anderson

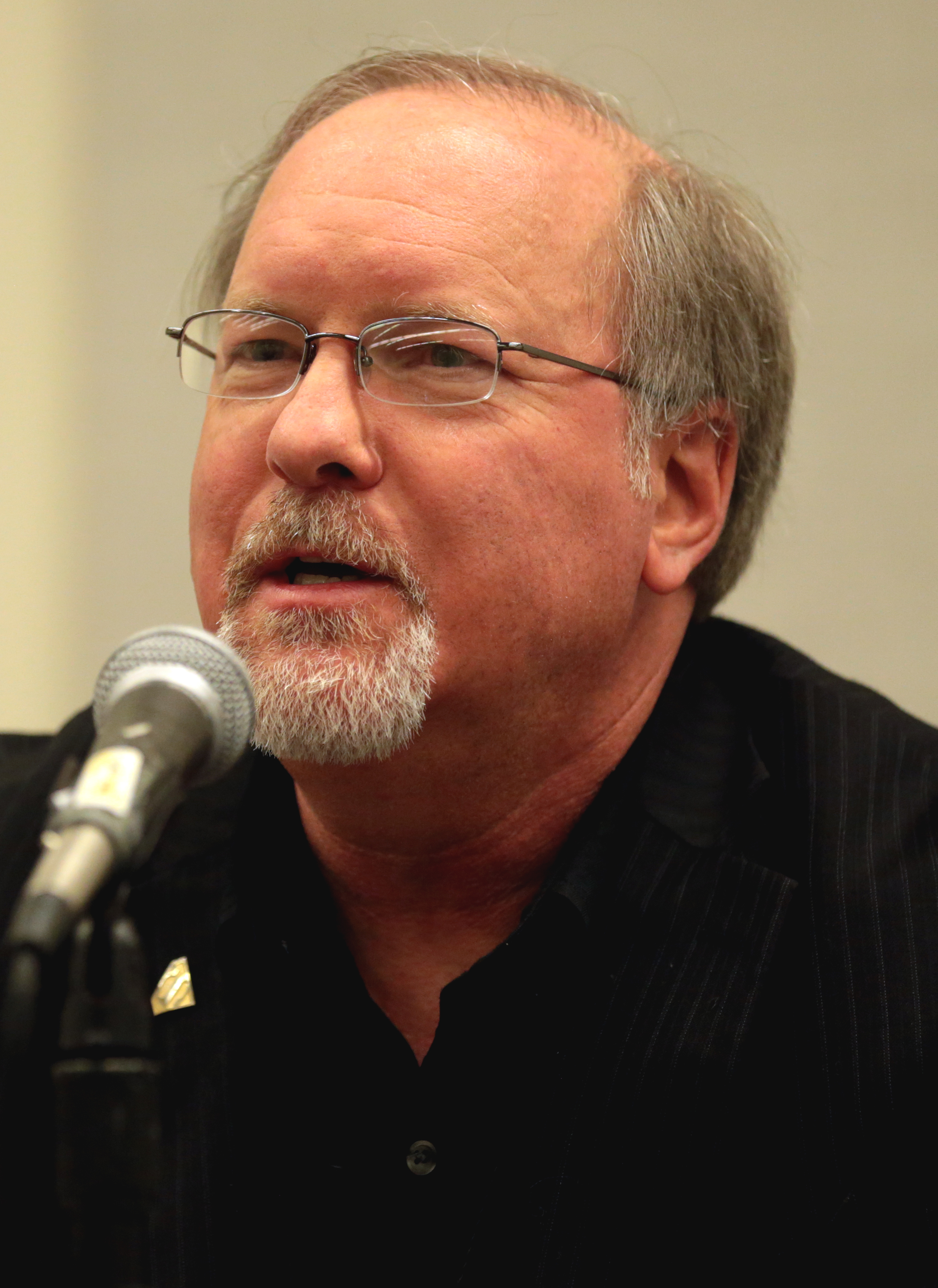
Kevin J. Anderson (2017)

Kevin James Anderson (* 27. März 1962 in Oregon, Wisconsin) ist ein US-amerikanischer Science-Fiction-Schriftsteller.

## Leben
Kevin J. Anderson schrieb seine erste Erzählung im Alter von acht Jahren. Im Alter von 25 Jahren verkaufte er seinen ersten Roman Resurrection Inc. Bekannt wurde Kevin J. Anderson durch seine Akte X- sowie Star-Wars-Romane. Romane zur Wüstenplanet-Saga trugen zu seiner Popularität bei, mit der Saga der Sieben Sonnen hat er auch eine eigene Science-Fiction-Serie verfasst. Ebenso war Kevin J. Anderson an der Hintergrundgeschichte zum Computerspiel StarCraft beteiligt. Er verfasst außerdem Texte für amerikanische Comic-Verlage, so etwa neue Abenteuer der JSA für DC und eine Wiederbelebung der Starjammer-Serie für Marvel Comics und veröffentlicht eigene Comic-Serien. Auch schrieb er nach dem Drehbuch von James Dale Robinson für Die Liga der außergewöhnlichen Gentlemen den Roman zum Film. Zusammen mit Neil Peart von der kanadischen Rockband Rush verfasste er das Konzept und Texte für das 2012 veröffentlichte Konzeptalbum der Band, Clockwork Angels.

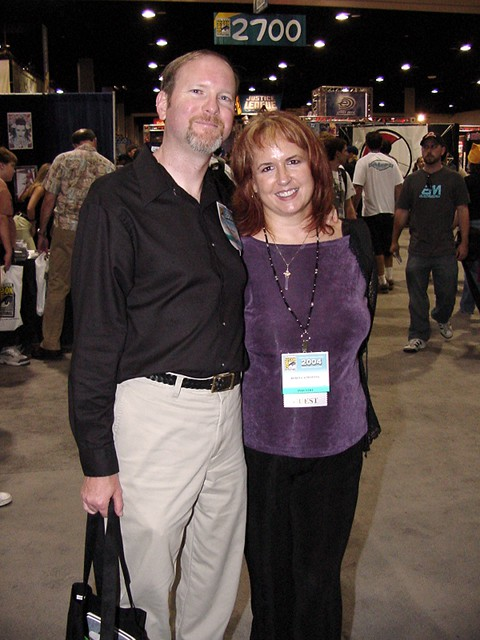
Kevin J. Anderson und Rebecca Moesta, Comic Con 2004

Er ist seit dem 14. September 1991 mit Rebecca Moesta verheiratet, die auch Ko-Autorin einiger seiner Bücher ist.

## Bibliografie

### Romanzyklen und -serien
Die Serien sind nach dem Erscheinungsjahr des ersten Teils geordnet.
Craig Kreident (mit Doug Beason)
- Virtual Destruction (1996)
- Fallout (1997)
- Lethal Exposure (1998)

Gamearth
- 1 Gamearth (1989)
- 2 Gameplay (1989)
- 3 Game’s End (1990)
- The Gamearth Trilogy (Sammelausgabe von 1–3; 2011)

Afterimage (mit Kristine Kathryn Rusch)
- 1 Afterimage (1992)
- 2 Aftershock (1998, in: Afterimage/Aftershock)
- Afterimage/Aftershock (Sammelausgabe von 1 und 2; 1998)

Titan AE (mit Rebecca Moesta)
- 1 Akima’s Story (2000)
- 2 Cale’s Story (2000)

Crystal Doors (mit Rebecca Moesta)
- 1 Crystal Doors (2006; auch: Island Realm, 2007)
- 2 Ocean Realm (2007)
- 3 Sky Realm (2008)
- Crystal Doors Omnibus (Sammelausgabe von 1–3; 2013)

Terra Incognita
- 1 The Edge of the World (2009)
- 2 The Map of All Things (2010)
- 3 The Key to Creation (2011)

Hellhole (mit Brian Herbert)
- 1 Hellhole (2011)
- 2 Hellhole: Awakening (2013)
- 3 Hellhole: Inferno (2014)

Star Challengers (mit Rebecca Moesta)
- 1 Moonbase Crisis (2010)
- 2 Space Station Crisis (2011)
- 3 The Star Challengers Trilogy (2013)
- The Star Challengers Trilogy (Sammelausgabe von 1,2,3; 2013)

Dan Shamble, Zombie P.I.
- 1 Death Warmed Over: Dan Shamble, Zombie P.I. (2012)
- 2 Unnatural Acts (2012)
- 3 Hair Raising (2013)
- 4 Working Stiff: The Cases of Dan Shamble, Zombie PI (2014)
- 5 Slimy Underbelly: Dan Shamble, Zombie P.I. (2014)
- 6 Tastes Like Chicken (2017)
- 7 Services Rendered (2018)
- Road Kill (2013, in: Road Kill)
- Naughty & Nice (2013, in: Naughty & Nice)
- The Writing on the Wall: A Dan Shamble, Zombie P.I. Adventure (in: Dark Discoveries #28, Summer 2014)
- Stakeout at the Vampire Circus (2014, in: Kevin J. Anderson: Slimy Underbelly: Dan Shamble, Zombie P.I.)
- Role Model (2014, in: Kristine Kathryn Rusch (Hrsg.): Fantastic Detectives)
- Beware of Dog (2014, in: Maurice Broaddus und Jerry Gordon (Hrsg.): Streets of Shadows)
- Locked Room (2014, in: Kevin J. Anderson: Working Stiff: The Cases of Dan Shamble, Zombie PI)
- Cold Dead Turkey (2015, in: Jennifer Brozek (Hrsg.): Naughty or Nice: A Holiday Anthology)
- Eye of Newt (2016, in: Kerrie L. Hughes und Jim Butcher (Hrsg.): Shadowed Souls)
- Zomnibus (Sammelausgabe von 1 und 4; 2017)
- Role Model: A Dan Shamble, Zombie P.I. Adventure (in: Galaxy’s Edge, Issue 26: May 2017)
- High Midnight (2017, in: David Boop (Hrsg.): Straight Outta Tombstone)
- Head Case: A Dan Shamble Zombie P.I. Adventure (2017, in: Jonathan Maberry (Hrsg.): Hardboiled Horror; auch: Head Case, 2018)
- Unnatural Hairy: Zomnibus Edition (Sammelausgabe von 2 und 3; 2018)
- Collector’s Curse (in: Pulphouse Fiction Magazine #3, July 2018)
- Game Night (2018, in: Kevin J. Anderson: Services Rendered)
- Heartbreaker (2018, in: Kevin J. Anderson: Services Rendered)
- Paperwork (2018, in: Kevin J. Anderson: Services Rendered)
- Wishful Thinking (2018, in: Kevin J. Anderson: Services Rendered)
- Slimy Chicken: Zomnibus Edition (Sammelausgabe von 5 und 6; 2019)
- Dan Shamble, Zombie P.I. Boxed Set Volume 1 (Sammelausgabe von 1–4; 2019)
- Dan Shamble, Zombie P.I. Boxed Set Volume 2 (Sammelausgabe von 5–7; 2019)

Clockwork Angels
- Clockwork Angels (2012)
- Clockwork Angels: The Comic Scripts (2014)
- Clockwork Lives: The Bookseller’s Tale (2015; mit Neil Peart)
- Clockwork Lives (2015; mit Neil Peart)

Heroes Reborn
- A Long Way from Home (2016, in: Duane Swierczynski, Keith R. A. DeCandido und Peter J. Wacks: Heroes Reborn: Collection Two; mit Peter J. Wacks)
- Heroes Reborn: Collection Two (2016; mit Duane Swierczynski, Keith R. A. DeCandido und Peter J. Wacks)

Akte-X-Universum
The X-Files:
- 3 Ground Zero (1995)
- 4 Ruins (1996)
- 5 Antibodies (1997)

The X-Files Archives (Sammelausgaben):
- 1 Whirlwind and Ruins (2015; mit Charles L. Grant)
- 2 Skin and Antibodies (2016; mit Ben Mezrich)
- 3 Goblins and Ground Zero (2016; mit Charles L. Grant)

The Saga of Seven Suns / Saga der sieben Sonnen
- 1 Hidden Empire (2002)
  - Deutsch: Das Imperium. Übersetzt von Andreas Brandhorst. Heyne SF & F #8311, 2003, ISBN 978-3-453-87047-5.
- 2 A Forest of Stars (2003)
  - Deutsch: Der Sternenwald. Übersetzt von Andreas Brandhorst. Heyne SF & F #8312, 2004, ISBN 978-3-453-87538-8.
- 3 Horizon Storms (2004)
  - Deutsch: Sonnenstürme. Übersetzt von Andreas Brandhorst. Heyne SF & F #8313, 2005, ISBN 978-3-453-52020-2.
- 4 Scattered Suns (2005)
  - Deutsch: Gefallene Sonnen. Heyne SF & F #52187, 2006, ISBN 978-3-453-52187-2.
- 5 Of Fire and Night (2006)
  - Deutsch: Von Feuer und Nacht. Heyne SF & F #52273, 2007, ISBN 978-3-453-52273-2.
- 6 Metal Swarm (2007)
  - Deutsch: Der Metallschwarm. Heyne SF & F #52506, 2009, ISBN 978-3-453-52506-1.
- 7 The Ashes of Worlds (2008)
  - Deutsch: Die Asche der Welten. Heyne SF & F #52536, 2009, ISBN 978-3-453-52536-8.
- Veiled Alliances (2004)
- The Saga of Seven Suns: Two Short Novels (Sammelausgabe von 2 Romanen; 2019)
- Feet of Clay (2019, in: Bryan Thomas Schmidt (Hrsg.): Infinite Stars: Dark Frontiers)

The Saga of Shadows:
- 1 The Dark Between the Stars (2014)
- 2 Blood of the Cosmos (2015)
- 3 Eternity’s Mind (2016)
- Island in a Sea of Stars (in: Tor.com, May 20, 2014)
- Whistling Past the Graveyard (2016)

#### Dune-Universum / Wüstenplanet
- Spice Planet (2005, in: Frank Herbert, Brian Herbert und Kevin J. Anderson: The Road to Dune)
  - Deutsch: Der Gewürzplanet. In: Brian Herbert, Frank Herbert und Kevin J. Anderson: Träume vom Wüstenplaneten. Heyne SF & F #52331, 2009, ISBN 978-3-453-52331-9.
- The Road to Dune (2005; mit Frank Herbert und Brian Herbert)
  - Deutsch: Träume vom Wüstenplaneten. Übersetzt von Jakob Schmidt. Heyne, 2009, ISBN 978-3-453-52331-9.
- Tales of Dune (2011; mit Brian Herbert)
- The Duke of Caladan, Tor, 2020 (mit Brian Herbert)
  - Der Herzog von Caladan, Heyne, 2021, ISBN 978-3-453-32173-1.

Kurzgeschichten (mit Brian Herbert)
- A Whisper of Caladan Seas (in: Amazing Stories, Summer 1999)
  - Deutsch: Das Flüstern der Meere Caladans. In: Brian Herbert, Frank Herbert und Kevin J. Anderson: Träume vom Wüstenplaneten. Heyne SF & F #52331, 2009, ISBN 978-3-453-52331-9.
- Sea Child: A Tale of Dune (2006, in: Steven Savile und Alethea Kontis (Hrsg.): Elemental: The Tsunami Relief Anthology: Stories of Science Fiction and Fantasy; auch: Sea Child, 2011)
- The Waters of Kanly (2017, in: Bryan Thomas Schmidt (Hrsg.): Infinite Stars)
- Blood of the Sardaukar (2019, in: Shawn Speakman (Hrsg.): Unfettered III: New Tales by Masters of Fantasy)

Dune Sequels (mit Brian Herbert)
- 1 Hunters of Dune (2006)
  - Deutsch: Die Jäger des Wüstenplaneten. Übersetzt von Bernhard Kempen. Heyne SF & F #52289, 2007, ISBN 978-3-453-52289-3.
- 2 Sandworms of Dune (2007)
  - Deutsch: Die Erlöser des Wüstenplaneten. Übersetzt von Bernhard Kempen. Heyne SF & F #52449, 2008, ISBN 978-3-453-52449-1.
- Treasure in the Sand (in: Jim Baen’s Universe, August 2006)

Heroes of Dune (mit Brian Herbert)
- Paul of Dune (2008)
  - Deutsch: Der Wüstenplanet: Paul Atreides. Übersetzt von Jakob Schmidt. Heyne SF & F #52332, 2010, ISBN 978-3-453-52332-6.
- The Winds of Dune (2009)
  - Deutsch: Stürme des Wüstenplaneten. Übersetzt von Jakob Schmidt. Heyne, 2010, ISBN 978-3-453-52693-8.
- Wedding Silk (2011, in: Brian Herbert und Kevin J. Anderson: Tales of Dune)

Dune Prequels – Legends of Dune / Wüstenplanet – Die Legende (mit Brian Herbert)
- 1 The Butlerian Jihad (2002)
  - Deutsch: Butlers Djihad. Heyne SF & F #8315, 2003, ISBN 978-3-453-87528-9.
- 2 The Machine Crusade (2003)
  - Deutsch: Der Kreuzzug. Übersetzt von Bernhard Kempen. Heyne SF & F #8316, 2004, ISBN 978-3-453-52000-4.
- 3 The Battle of Corrin (2004)
  - Deutsch: Die Schlacht von Corrin. Übersetzt von Bernhard Kempen. Heyne SF & F #52120, 2005, ISBN 978-3-453-52120-9.
- Hunting Harkonnens (2002, in: Aurealis, #30)
  - Deutsch: Harkonnen-Hatz. In: Brian Herbert, Frank Herbert, Kevin J. Anderson: Träume vom Wüstenplaneten. Heyne SF & F #52331, 2009, ISBN 978-3-453-52331-9.
- Whipping Mek (2003, Kurzroman)
  - Deutsch: Der Prügel-Mek. In: Brian Herbert, Frank Herbert, Kevin J. Anderson: Träume vom Wüstenplaneten. Heyne SF & F #52331, 2009, ISBN 978-3-453-52331-9.
- The Machine Crusade (2004; auch: The Faces of a Martyr, 2005)
  - Deutsch: Gesichter einer Märtyrerin. In: Brian Herbert, Frank Herbert, Kevin J. Anderson: Träume vom Wüstenplaneten. Heyne SF & F #52331, 2009, ISBN 978-3-453-52331-9.
- Legends of Dune Boxed Set (Sammelausgabe von 1–3; 2006)

Dune Prequels – Prelude to Dune / Die frühen Chroniken (mit Brian Herbert)
- 1 House Atreides (1999)
  - Deutsch: Das Haus Atreides. Übersetzt von Bernhard Kempen. Heyne SF & F #8304, 2001, ISBN 978-3-453-18768-9.
- 2 House Harkonnen (2000)
  - Deutsch: Das Haus Harkonnen. Heyne SF & F #8305, 2001, ISBN 978-3-453-19652-0.
- 3 House Corrino (2001)
  - Deutsch: Das Haus Corrino. Übersetzt von Bernhard Kempen. Heyne SF & F #8306, 2002, ISBN 978-3-453-21346-3.
- Dune: Nighttime Shadows on Open Sand (in: Sci Fiction, June 28, 2000)
- Dune: Fremen Justice (2001)

Dune Prequels – Schools of Dune (mit Brian Herbert)
- 1 Sisterhood of Dune (2011)
  - Deutsch: Der Thron des Wüstenplaneten. Übersetzt von Jakob Schmidt. Heyne SF & F #52720, 2014, ISBN 978-3-453-52720-1.
- 2 Mentats of Dune (2012)
  - Deutsch: Die Mentaten des Wüstenplaneten. Übersetzt von Jakob Schmidt. Heyne SF & F #52719, 2017, ISBN 978-3-453-52719-5.
- 3 Navigators of Dune (2016)
  - Deutsch: Die Navigatoren des Wüstenplaneten. Übersetzt von Jakob Schmidt. Heyne, 2017, ISBN 978-3-453-31859-5.

#### Star Wars
- Darksaber (Callista-Reihe; 1995)
  - Deutsch: Darksaber – Der Todesstern. Übersetzt von Thomas Ziegler. vgs, 1997, ISBN 978-3-8025-2378-6.
- The Illustrated Star Wars Universe (1995; mit Ralph McQuarrie)
  - Deutsch: Das Star Wars Universum. Übersetzt von Mathias Metzger. Burgschmiet, 1997, ISBN 978-3-932234-00-2.
- Star Wars: The Essential Chronology (2000; mit Daniel Wallace)
  - Deutsch: Die ultimative Chronik. Übersetzt von Ralf Schmitz. Heyne (Allgemeine Reihe #10222), 2001, ISBN 978-3-453-17812-0.

Jedi Academy
- 1 Jedi Search (1994)
  - Deutsch: Flucht ins Ungewisse. Übersetzt von Thomas Ziegler. vgs, 1994, ISBN 978-3-8025-2274-1.
- 2 Dark Apprentice (1994)
  - Deutsch: Der Geist des dunklen Lords. Übersetzt von Thomas Ziegler. vgs, 1995, ISBN 978-3-8025-2337-3.
- 3 Champions of the Force (1994)
  - Deutsch: Die Meister der Macht. Übersetzt von Thomas Ziegler. vgs, 1995, ISBN 978-3-8025-2343-4.
- The Jedi Academy Trilogy (Sammelausgabe von 1,2,3; 1994)

Young Jedi Knights (mit Rebecca Moesta)
- 1 Heirs of the Force (1995)
  - Deutsch: Die Hüter der Macht. Übersetzt von Manfred Weinland. vgs, 1997, ISBN 978-3-8025-2458-5.
- 2 Shadow Academy (1995)
  - Deutsch: Akademie der Verdammten. Übersetzt von Michael K. Iwoleit. vgs, 1997, ISBN 978-3-8025-2459-2.
- 3 The Lost Ones (1995)
  - Deutsch: Die Verlorenen. Übersetzt von Thomas Hag. vgs, 1997, ISBN 978-3-8025-2460-8.
- 4 Lightsabers (1996)
  - Deutsch: Lichtschwerter. Übersetzt von Michael Kubiak. vgs, 1997, ISBN 978-3-8025-2464-6.
- 5 Darkest Knight (1996)
  - Deutsch: Die Rückkehr des dunklen Ritters. Übersetzt von Manfred Weinland. vgs, 1997, ISBN 978-3-8025-2465-3.
- 6 Jedi Under Siege (1996)
  - Deutsch: Angriff auf Yavin 4. Übersetzt von Michael K. Iwoleit. vgs, 1997, ISBN 978-3-8025-2466-0.
- 7 Shards of Alderaan (1997)
- 8 Diversity Alliance (1997)
- 9 Delusions of Grandeur (1997)
- 10 Jedi Bounty (1997)
- 11 The Emperor’s Plague (1998, in: The Emperor’s Plague)
- 12 Return to Ord Mantell (1998)
- 13 Trouble on Cloud City (1998)
- 14 Crisis at Crystal Reef (1998)
- The Rise of the Shadow Academy (Sammelausgabe von 1–6; 1996)
- Heirs of the Force, Shadow Academy, Lightsabers (Sammelausgabe von 1, 2 und 4; 1996)
- The Fall of the Diversity Alliance (Sammelausgabe von 7–11; 1998)
- Under a Black Sun (Sammelausgabe von 12–14; 1999)
- Jedi Shadow (Sammelausgabe von 1–3; 2003)
  - Deutsch: Young Jedi Knights 1. Originalzusammenstellung. Übersetzt von Manfred Weinland, Thomas Hag und Michael K. Iwoleit. Goldmann SF #24809, 2004, ISBN 978-3-442-24809-4.
- Jedi Sunrise (Sammelausgabe von 4–6; 2003)
  - Deutsch: Young Jedi Knights 2. Originalzusammenstellung. Übersetzt von Michael Kubiak, Michael K. Iwoleit und Manfred Weinland. Goldmann SF #24810, 2004, ISBN 978-3-442-24810-0.

Star Wars Tales
- Tales from the Mos Eisley Cantina (1995)
  - Deutsch: Sturm über Tatooine. Übersetzt von Thomas Ziegler. Goldmann, ISBN 978-3-442-43599-9.
- Swap Meet: The Jawa’s Tale (1995, Kurzgeschichte in: Kevin J. Anderson: Tales from the Mos Eisley Cantina)
  - Deutsch: Tauschbörse: Die Geschichte des Jawas. In: Kevin J. Anderson: Sturm über Tatooine.
- Tales from Jabba’s Palace (1996)
  - Deutsch: Palast der dunklen Sonnen. Übersetzt von Andreas Decker. Goldmann, 1997, ISBN 978-3-442-43777-1.
- A Boy and His Monster: The Rancor Keeper’s Tale (1995)
  - Deutsch: Ein Junge und sein Monster: Die Geschichte des Rancorhüters. In: Palast der dunklen Sonnen. Übersetzt von Andreas Decker. Goldmann, 1997, ISBN 978-3-442-43777-1.
- Tales of the Bounty Hunters (1996)
  - Deutsch: Kopfgeld auf Han Solo. Übersetzt von Heinz Zwack. Goldmann SF #25008, 1998, ISBN 978-3-442-25008-0.
- Therefore I Am: The Tale of IG-88 (1996, in: Tales of the Bounty Hunters)
  - Deutsch: Deshalb bin ich: Die Geschichte von IG-88. In: Kopfgeld auf Han Solo. Übersetzt von Heinz Zwack. Goldmann SF #25008, 1998, ISBN 978-3-442-25008-0.
- Star Wars Tales (1997)

Pop-up-Bücher (Kurzroman, mit Rebecca Moesta):
- Jabba’s Palace Pop-Up Book (1995)
- The Mos Eisley Cantina Pop-up Book (1995)

### Einzelromane
- Resurrection, Inc. (1988)
  - Deutsch: Resurrection Inc. Papierverzierer Verlag (papierverzierer Dark Edition #102), Essen 2015, ISBN 978-3-95962-002-4.
- Lifeline (1990; mit Doug Beason)
- The Trinity Paradox (1991; mit Doug Beason)
  - Deutsch: Trinity. Übersetzt von Heinz Zwack. Atlantis (Allgemeine Reihe #198), 2012, ISBN 978-3-941258-98-3.
- Assemblers of Infinity (in: Analog Science Fiction and Fact, September 1992; mit Doug Beason)
- Climbing Olympus (1994)
  - Deutsch: Marsdämmerung. Übersetzt von Anton Schmitz. vgs, 1997, ISBN 978-3-8025-2439-4.
- Siege of the Tower (Endless Quest: Series Two #40; 1994; mit Rebecca Moesta als Kem Antilles)
- Blindfold (Die Gilde der Wahrsager; 1995)
  - Deutsch: Blindfold. Übersetzt von Winfried Czech. vgs, 1996, ISBN 978-3-8025-2425-7.
- Born of Elven Blood (1995; mit John Gregory Betancourt)
- Ill Wind (1995; mit Doug Beason)
- Highest Score (Star Trek Deep Space Nine Young Adult #8; 1996; mit Rebecca Moesta als Kem Antilles)
- Ignition (1996; mit Doug Beason)
  - Deutsch: Ignition : Kennedy Space Center in Gefahr. Deutsch von Wolfgang Thon. vgs, Köln 1997, ISBN 978-3-8025-2500-1. Auch als: Ignition : Feuerball. Kevin J. Anderson & Doug Beason. Übersetzt von Wolfgang Thon. Goldmann #43618, München 1998, ISBN 978-3-442-43618-7.
- War of the Worlds : Global Dispatches (Sequels zu Krieg der Welten; 1996)
- Ai! Pedrito! When Intelligence Goes Wrong (1998; mit L. Ron Hubbard)
- Prisoner of War (2000, Kurzroman in: Kevin J. Anderson: The Outer Limits: Armageddon Dreams)
- Supernova (2000; mit Rebecca Moesta)
- Fantastic Voyage: Microcosm (2001)
- Shadow of the Xel’Naga (StarCraft #3; 2001; mit Rebecca Moesta als Gabriel Mesta)
- Captain Nemo: The Fantastic History of a Dark Genius (Jules-Verne-Universum; 2002)
- Hopscotch (2002)
- Artifact: A Daredevils Club Adventure (Daredevils-Roman; 2003; mit F. Paul Wilson, Matthew J. Costello und Janet Berliner)
- The League of Extraordinary Gentlemen (2003; Romanfassung von Die Liga der außergewöhnlichen Gentlemen)
  - Deutsch: Die Liga der aussergewöhnlichen Gentlemen : Der Roman zum Film. Nach dem Drehbuch von James Dale Robinson. Basierend auf den Comic-Büchern von Alan Moore und Kevin O’Neill. Übersetzt von Andreas Brandhorst. Heyne (Allgemeine Reihe #20127), München 2003, ISBN 978-3-453-87726-9.
- Sky Captain and the World of Tomorrow (2004; Romanfassung von Sky Captain and the World of Tomorrow)
  - Deutsch: Sky Captain and the World of Tomorrow : Der Roman zum Film. Nach der Geschichte und dem Drehbuch von Kerry Conran. Übersetzt von Regina Winter. Blanvalet #36306, [München] 2004, ISBN 978-3-442-36306-3.
- Frankenstein – Prodigal Son (Frankenstein-Roman; 2005; mit Dean R. Koontz)
  - Deutsch: Frankenstein – Das Gesicht. Übersetzt von Ursula Gnade. Heyne, 2006, ISBN 978-3-453-56504-3.
- The Martian War: A Thrilling Eyewitness Account of the Recent Invasion As Reported by Mr. H. G. Wells (Sequel zu Krieg der Welten; 2005; mit Rebecca Moesta als Gabriel Mesta)
- Rough Draft (Kurzroman, in: Analog Science Fiction and Fact, January-February 2005; mit Rebecca Moesta)
- The Last Days of Krypton (Superman-Universum; 2007)
- Enemies & Allies (DC-Comics-Universum; 2009)
- Dark Carbuncle (2010, Kurzroman in: Kevin J. Anderson (Hrsg.): Blood Lite II: Overbite; mit Janis Ian)
- Comrades in Arms (2012, Kurzroman in: Kevin J. Anderson (Hrsg.): Five by Five)
- The Dragon Business (2013)
- Escape Hatch (2014, Kurzroman in: Kevin J. Anderson (Hrsg.): Five by Five 3: Target Zone)
- The Blood Prize (Colt the Outlander; 2017)
- Uncharted: Lewis and Clark in Arcane America (Arcane America #1; 2018; mit Sarah A. Hoyt)
- Spine of the Dragon (Wake the Dragon #1; 2019)
  - Auf den Schwingen des Drachen. Übersetzt von Michael Siefener, Heyne, 2020, ISBN 978-3-453-32071-0.
- Mr. Wells & the Martians (2020)

### Sammlungen
Selected Stories
- Selected Stories: Science Fiction, Volume 1 (2018)
- Selected Stories: Fantasy (2018)
- Selected Stories: Horror and Dark Fantasy (2018; mit Neil Peart)
- Selected Stories: Science Fiction, Volume 2 (2019)
- Selected Stories Boxed Set (Sammelausgabe von 1–4; 2019)

- The Selected Works of Kevin J. Anderson: Shifting the Boundaries (1994)
- Dogged Persistence (2001)
- Landscapes (2006)
- Alternitech (2011)
- Alien Landscapes: Volume 2 (2011)
- Dark Labyrinth: Volume 2 (2011)
- Magnetic Reflections (2011; mit Doug Beason)
- Mammoth Dawn (2015; mit Gregory Benford)
- Stellar Guild Box Set One (2017, Sammelausgabe; mit Steven Savile, Charles E. Gannon und Eric Flint)
- Three Military SF Novellas (2019)

### Kurzgeschichten
Tucker’s Grove
- The Circus (in: The Horror Show, Winter 1984)
- Drilling Deep (in: The Horror Show, Winter 1986)
- Heroes Never Die (in: Dark Regions, Summer 1986)
- Mirror, Mirror, on the Wall (in: Beyond, #7, May 1987)
- A Glimpse of the Ankou (in: The Horror Show, Winter 1987)
- Loco-Motive (in: Amazing Stories, May 1989)
- Family Portrait (in: 2 AM, Summer 1989)
- Hunter’s Moon (1991, in: Gary L. Raisor (Hrsg.): Obsessions)
- Last Stand (in: Weirdbook 26, Autumn 1991)
- Bringing the Family (1993, in: John Betancourt und Byron Preiss (Hrsg.): The Ultimate Zombie)
- Just Like Normal People (1995, in: Janet Berliner und David Copperfield (Hrsg.): David Copperfield’s Tales of the Impossible)
- Scarecrow Season (in: Allen K’s Inhuman Magazine, #3 December 2005)
- Church Services (2009, in: Del Howison und Jeff Gelb (Hrsg.): Dark Delicacies III: Haunted)
- Tucker’s Grove (Sammelband; 2012)

Alternitech
- Music Played on the Strings of Time (in: Analog Science Fiction and Fact, January 1993)
- Tide Pools (in: Analog Science Fiction and Fact, December 1993)
- The Bistro of Alternate Realities (in: Analog Science Fiction and Fact, June 2004)

Eduard
- Identity Crisis (in: Analog Science Fiction and Fact, September 2000)
- Club Masquerade (in: Analog Science Fiction and Fact, November 2001)

Mammoth Dawn (mit Gregory Benford)
- Mammoth Dawn (in: Analog Science Fiction and Fact, July-August 2002)
- Mammoth Dawn: Full Novel Treatment and Proposal (2015, in: Gregory Benford: Mammoth Dawn)

Einzelerzählungen
- Deja Vu (in: Amazing Adventures #4, December 1981)
- Equal Rights for Vampires (in: Amazing Adventures #5, February 1982)
- Memorial (in: Alpha Adventures, August 1982)
- Strange Homecoming (in: Alpha Adventures, November 1982)
- Luck of the Draw (in: Space and Time #63, Winter 1982)
- Assassin (in: Alpha Adventures, September 1984)
- Assassin for an Assassin (in: SPWAO Showcase #5, 1985)
- Running Inside (1986, in: Etchings & Odysseys #9)
- Mating Ritual (1987, in: Etchings & Odysseys #10)
- Age Rings (in: Grue Magazine #7,1988)
- Baggage Check (in: The Horror Show, Spring 1988)
- Deathdance (in: Haunts #13/14, Spring-Summer 1988)
- Resurrection, Inc. (in: Alpha Adventures, July 1988)
- Shakespearean Tragedy (in: Beyond, #15, 1989)
- Repository (in: Cemetery Dance, #4 Spring 1990; als Kevin Anderson (I))
- Trophy (in: Figment, #5 October 1990; mit Denise Dumars und Denise Dumars (als Denise D. Dumars))
- The Dragon Business (in: Dark Regions, v1 #4, 1991; mit Janet Fox)
- Comical Justice (1991, in: Gauntlet 2)
- Controlled Experiments (1994, in: Jon Gustafson (Hrsg.): Rat Tales)
- Collaborators (in: VB Tech Journal, July 1995; mit Rebecca Moesta)
- Torn Stitches, Shattered Glass (2011, in: Christopher Golden (Hrsg.): The Monster’s Corner: Stories Through Inhuman Eyes)
- A Delicate Balance (in: Analog Science Fiction and Fact, April 2012)
- Tarzan and the Martian Invaders (2013, in: Mike Resnick und Robert T. Garcia (Hrsg.): Worlds of Edgar Rice Burroughs; mit Sarah A. Hoyt)
- Leatherworks (in: The Horror Show, Fall 1984)
- Scarecrow (1984, in: Ron Leming (Hrsg.): Damnations)
- Final Performance (in: The Magazine of Fantasy & Science Fiction, January 1985)
- Notches (in: The Horror Show, Winter 1985)
- The Monster’s Soliloquy (1985, in: Grue Magazine #1)
- Skeleton in the Closet (1985, in: Jani Anderson (Hrsg.): Bringing Down the Moon: 15 Tales of Fantasy and Terror; mit Ron Fortier)
- A Weapon for an Assassin (in: SPWAO Showcase #6, 1986)
- The Old Man and the Cherry Tree (in: Grue Magazine #3, 1986)
- Laeth-Eth and the Trolls (in: Space & Time #71, Winter 1987; mit Patricia M. Spath)
- An Honorable Betrayal (in: Eldritch Tales, #17 1988)
- If I Fell, Would I Fall? (in: Amazing Stories, September 1988; mit Doug Beason)
- Reflections in a Magnetic Mirror (1988, in: Lou Aronica und Shawna McCarthy (Hrsg.): Full Spectrum; mit Doug Beason)
- One Night Stand (in: Pulphouse: The Hardback Magazine, Issue 4: Summer 1989)
  - Deutsch: One Night Stand. In: Thomas Tilsner (Hrsg.): Science Fiction Media 133. Tilsner SF Media #133, 1998.
- Rest in Peace (in: Jim Baen (Hrsg.): New Destinies, Volume VIII / Fall 1989)
- Rescue at L-5 (1990, in: Arthur C. Clarke und David Brin (Hrsg.): Project Solar Sail; mit Doug Beason)
- New Recruits (in: Weirdbook 25, Autumn 1990)
- Entropy Ranch (in: Starshore, Winter 1990)
- Sea Wind (in: Midnight Zoo, January 1991)
- Nuptials (in: Midnight Zoo, March-April 1991)
- Change of Face (in: Amazing Stories, May 1991; mit Kristine Kathryn Rusch)
- Dark Angel, Archangel (1991, in: George Hatch (Hrsg.): Guignoir and Other Furies)
- Fondest of Memories (1991, in: Lou Aronica, Amy Stout und Betsy Mitchell (Hrsg.): Full Spectrum 3)
- Santa Claus Is Coming… To Get You! (in: Deathrealm, Fall/Winter 1991)
- Frog Kiss (in: Marion Zimmer Bradley’s Fantasy, Fall 1991)
- Much at Stake (1991, in: Megan Miller, David Keller und Byron Preiss (Hrsg.): The Ultimate Dracula)
- Special Makeup (1991, in: Megan Miller, John Gregory Betancourt, Byron Preiss und David Keller (Hrsg.): The Ultimate Werewolf)
  - Deutsch: Besondere Schminke. In: Byron Preiss (Hrsg.): Das Beste vom Werwolf. Bastei-Lübbe, 1993, ISBN 978-3-404-13484-7.
- The Ghost of Christmas Always (in: Pulphouse: A Fiction Magazine, December 31, 1991)
- Prisons (in: Amazing Stories, April 1992; mit Doug Beason)
- Dogged Persistence (in: The Magazine of Fantasy & Science Fiction, September 1992)
- Carrier (in: Midnight Zoo, v2n1 1992)
- Human, Martian – One, Two, Three (1993, in: Lou Aronica, Amy Stout und Betsy Mitchell (Hrsg.): Full Spectrum 4; auch: The Human, Martian – One, Two, Three, 2018)
- Redmond’s Private Screening (1993, in: Redmond’s Private Screening)
  - Deutsch: Redmonds Privatkino. In: Uwe Luserke (Hrsg.): Splatterpunk 3. Heyne (Allgemeine Reihe #8544), 1994, ISBN 978-3-453-07213-8.
- Drumbeats (1994, in: Jeff Gelb (Hrsg.): Shock Rock II; mit Neil Peart)
- The Happy Hookermorph (1994, in: Jack L. Chalker (Hrsg.): Hotel Andromeda)
- Sea Dreams (1995, in: Peter S. Beagle, Janet Berliner und Martin H. Greenberg (Hrsg.): Peter S. Beagle’s Immortal Unicorn; mit Rebecca Moesta)
- Short Straws (1995, in: Byron Preiss, Keith R. A. DeCandido und John Gregory Betancourt (Hrsg.): The Ultimate Dragon)
- TechnoMagic (1996, in: David Copperfield und Janet Berliner (Hrsg.): David Copperfield’s Beyond Imagination)
- Scientific Romance (1998, in: Ed Gorman und Martin H. Greenberg (Hrsg.): The UFO Files)
- Human Factor (2000, in: Kevin J. Anderson: The Outer Limits: Armageddon Dreams)
- Man Who Was Never Born (2000, in: Kevin J. Anderson: The Outer Limits: Armageddon Dreams)
- Memories on Ice (2000, in: Kevin J. Anderson: The Outer Limits: Armageddon Dreams)
- An Innocent Presumption (2003, in: Gary Turner und Marty Halpern (Hrsg.): The Silver Gryphon)
- Matrix war schuld. In: Karen Haber (Hrsg.): Das Geheimnis der Matrix. Heyne SF & F #6447, 2003, ISBN 978-3-453-87048-2.
- Splinter (2005, in: Andre Norton und Jean Rabe (Hrsg.): Renaissance Faire; mit Rebecca Moesta)
- Eighty Letters, Plus One (2005, in: Mike Ashley und Eric Brown (Hrsg.): The Mammoth Book of New Jules Verne Adventures; mit Sarah A. Hoyt)
  - Deutsch: Achtzig Briefe und ein weiterer. In: Mike Ashley und Eric Brown (Hrsg.): Rückkehr zum Mittelpunkt der Erde. Bastei-Lübbe Fantasy #20548, 2006, ISBN 978-3-404-20548-6.
- Paradox & Greenblatt, Attorneys at Law (in: Analog Science Fiction and Fact, September 2005)
- Job Qualifications (2006, in: Lou Anders (Hrsg.): Futureshocks)
- Landscapes (2006, in: Russell Davis und Martin H. Greenberg (Hrsg.): Millennium 3001)
- Vertical Journey (2006, in: Michael Laine und Bill Fawcett (Hrsg.): Liftport: Opening Space to Everyone)
- Of Fire and Night (2006)
- Prevenge (in: Analog Science Fiction and Fact, November 2006; mit Mike Resnick)
- Log Entry (2006, in: Mike Resnick (Hrsg.): Space Cadets)
- Slan Hunter (Slan-Universum nach A. E. van Vogt; in: Jim Baen’s Universe, December 2006)
- Mundane Lane (2007, in: Martin H. Greenberg und Jean Rabe (Hrsg.): Time Twisters)
- The Sum of His Parts (2007, in: Apex Science Fiction and Horror Digest, #9)
- Newts (in: Jim Baen’s Universe, April 2007)
- Loincloth (2007, in: Martin H. Greenberg und Jean Rabe (Hrsg.): Pandora’s Closet; mit Rebecca Moesta)
- Good Old Days (2007, in: Rebecca Lickiss und Martin H. Greenberg (Hrsg.): The Future We Wish We Had)
- The Ashes of Worlds (2009)
- The Ashes of Worlds (2009)
- The Authentic Touch (2010, in: Jean Rabe und Martin H. Greenberg (Hrsg.): Timeshares)
- Blood Oasis (Dark-Sun-Geschichte; in: Dragon (online), #389, July 2010)
- The Magician’s Apprentice (2010)
- Tortoise and Hare (2011, in: Kevin J. Anderson, Steven Savile: Tau Ceti)
- Inquiring Minds Want to Snow (2013, in: Kevin J. Anderson: A Fantastic Holiday Season)
- Trip Trap (2014, in: Christopher Golden (Hrsg.): Dark Duets: All-New Tales of Horror and Dark Fantasy; mit Sherrilyn Kenyon)
- The Fate Worse Than Death (2014, in: Alex Shvartsman (Hrsg.): Unidentified Funny Objects 3; mit Guy Anthony De Marco)
- Solitude (V Wars-Universum; 2014, in: Jonathan Maberry (Hrsg.): V Wars: Blood and Fire)
- Change of Mind (2015, in: Kevin J. Anderson: Pulse Pounders; mit Peter J. Wacks)
- Statues (Akte-X-Universum; 2015, in: Jonathan Maberry (Hrsg.): Trust No One)
  - Deutsch: Statuen. In: Jonathan Maberry (Hrsg.): Vertrauen Sie niemandem. Cross Cult, 2016 (E-Book).
- 20,000 Years Under the Sea (2015, in: S. T. Joshi (Hrsg.): The Madness of Cthulhu: Volume Two)
- 2113 (2016, in: John McFetridge und Kevin J. Anderson: 2113: Stories Inspired by the Music of Rush)
- We Get What We Deserve: The Pickpocket’s Tale (in: Galaxy’s Edge, Issue 24: January 2017; mit Neil Peart)
- Indigenous Species (Aliens-Universum; 2017, in: Bryan Thomas Schmidt (Hrsg.): Predator: If It Bleeds)
- Of Monsters and Men (Planet der Affen-Universum; 2017, in: Rich Handley und Jim Beard (Hrsg.): Planet of the Apes: Tales from the Forbidden Zone; mit Sam Knight)
- Terminal (2017, in: Seat 14C)
- Travailiant (2017, in: Melanie R. Meadors und Tim Marquitz (Hrsg.): Mech: Age of Steel; mit David Boop)
- Rude Awakening (2017, in: Kevin J. Anderson: Pulse Pounders: Adrenaline)
- Ghosts of Mars (in: Daily Science Fiction, March 2018)
- The Next Best Thing to Being There (2018, in: Mike Resnick: Avatar Dreams: Scientific Visions of Avatar Technology)
- Time Zone (in: Daily Science Fiction, April 2018)
- Combat Experience (2018, in: Kevin J. Anderson: Selected Stories: Science Fiction, Volume 1)
- The Sacrifice (in: Daily Science Fiction, July 2018)
- Cygnus: The Sea Captain’s Tale (2018, in: Kevin J. Anderson: Selected Stories: Fantasy)
- Mythical Creatures (2018, in: Kevin J. Anderson: Selected Stories: Fantasy)
- The Reign to Come (2018, in: Kevin J. Anderson: Selected Stories: Fantasy)
- Bad Water (2018, in: Kevin J. Anderson: Selected Stories: Horror and Dark Fantasy)
- Cupid’s Arrow (2018, in: Kevin J. Anderson: Selected Stories: Horror and Dark Fantasy)
- Royal Wedding (2018, in: Kevin J. Anderson: Selected Stories: Horror and Dark Fantasy)
- The Tell-Tale Mind (2018, in: Eugene Johnson (Hrsg.): Fantastic Tales of Terror)
- Father Avenir and the Fire Demons of Yellowstone (in: Baen Books: Free Stories 2018; mit Sarah A. Hoyt)
- Cold Storage (2019, in: John Gregory Betancourt (Hrsg.): Short Things: Tales Inspired by „Who Goes There?“ by John W. Campbell, Jr.)
- Show Me Some Skin (2019, in: Kevin J. Anderson: Selected Stories: Science Fiction, Volume 2)
- Time Flies (2019, in: Robert E. Hampson und Les Johnson (Hrsg.): Stellaris: People of the Stars)
- A Shot Heard ’Round the World (2019, in: James Young und Chris Kennedy (Hrsg.): Trouble in the Wind; mit Kevin Ikenberry)

### Anthologien
Blood Lite
- 1 Blood Lite: An Anthology of Humorous Horror Stories Presented by the Horror Writers Association (2008)
- 2 Blood Lite II: Overbite (2010)
- 3 Aftertaste (2012)

Five by Five
- 1 Five by Five (2012)
- 2 Five by Five 2: No Surrender (2013)
- 3 Five by Five 3: Target Zone (2014)

Fiction River Anthologies
- 11 Pulse Pounders (2015)
- 24 Pulse Pounders: Adrenaline (2017)
- 29 Pulse Pounders: Countdown (2018)

- The Outer Limits: Armageddon Dreams (2000)
- The Nebula Awards Showcase 2011 (Nebula Awards #45; auch: The Mammoth Book of Nebula Awards SF, 2012)
- A Fantastic Holiday Season (2013)
- A Fantastic Holiday Season: The Gift of Stories (2014; mit Keith J. Olexa)
- The Best of Penny Dread Tales (2014; mit Quincy J. Allen)
- 2113: Stories Inspired by the Music of Rush (2016; mit John McFetridge)
- Avatar Dreams: Scientific Visions of Avatar Technology (2018; mit Mike Resnick)

### Sachliteratur
Million Dollar Writing
- Million Dollar Productivity (2014)
- Million Dollar Professionalism for the Writer (2014; mit Rebecca Moesta)
- Worldbuilding: From Small Towns to Entire Universes (2015)

- L. Ron Hubbard Presents Writers of the Future – The First 25 Years (2010)